# (11812) Dongqiao
(11812) Dongqiao est un astéroïde de la ceinture principale.

## Description
(11812) Dongqiao est un astéroïde de la ceinture principale. Il fut découvert le 2 mars 1981 à l'observatoire de Siding Spring par Schelte J. Bus. Il présente une orbite caractérisée par un demi-grand axe de 3,05 UA, une excentricité de 0,12 et une inclinaison de 9,2° par rapport à l'écliptique.